# Filippo Calandri
Filippo Calandri, latinizzato come Philippus Calandrus (Firenze, 7 gennaio 1468 – Roma, 13 aprile 1518), è stato un matematico italiano, cittadino fiorentino.

Aritmetica, 1491-1492

Filippo (Maria) Calandri era figlio del matematico Calandro dei Calandri (Firenze, 1419 - Firenze, 18 marzo 1468) e fratello del matematico e miniatore Pier Maria (Firenze, 6 marzo 1457 - Firenze, 7 febbraio 1508).

## Opere
- Ad nobilem et studiosum Julianum Laurentii Medicem de arimethrica opusculum [o Trattato di Aritmetica o Pictagoras Arithmetrice introductor]. Firenze: Lorenzo de Morgiani, Giovanni Thedesco [Johann Petri] de Magonza [Mainz] 1 gennaio 1491 (Calendario pisano) = 1 gennaio 1492 (stile moderno). Dedicato a Giuliano de' Medici, duca di Nemours. Digitale: BEIC. Seconda edizione quasi identica: Firenze: Bernardo Zucchetta 20 luglio 1518. Digitale: Bayer. Staatsbibliothek München.
- Aritmetica. Firenze ca. 1485. Firenze, Biblioteca Riccardiana, Codice 2669, i–x, 1r–110v. Incipit: Multiprica 57 vie 7/8, fa’ così.
- Raccolta di ragioni. Firenze ca. 1495. Siena, Biblioteca comunale degli Intronati, Codice L.VI.45. Chanoni [regole per trovare il numero aureo, la lettera domenicale e le feste mobili] (61v–74r; incipit: In su questo questo [sic!] c’è prima). Ragone varie [71 problemi matematici diversi] (75r–111v).
- Trattato d’abacho [17 capitoli]. Copia di Luigi di Ghinozzo de Pazzi. Firenze 1507. Firenze, Biblioteca Nazionale Centrale, Codice Magliabechiano XI.82, iii–120v. Incipit: Incomincia uno trattato d’abacho nel quale si contiene tuto quello che s’apartiene alla merchantia, fatto e conposto per Filipo Chalandri (1r). Digitale: archive.org.